# Commissie Standaardisering Autobusmaterieel
In 1961 ontstond de Commissie Standaardisering Autobusmaterieel (kortweg CSA). In deze commissie waren kopstukken uit de gemeentelijke politiek en of leden van de stadsvervoerders GVB (Amsterdam), HTM (Den Haag) en RET (Rotterdam) vertegenwoordigd. In 1966 voegde ook een lid van het vervoerbedrijf vervoerbedrijf GEVU uit Utrecht zich bij de commissie. In 1988 werd de commissie ontbonden en heeft dus 27 jaar bestaan. CSA bussen hebben 41 jaar in dienst gereden van 1966-2007. 

## Het bestek standaardbus
Het streven van de Commissie Standaardisering Autobusmaterieel was het ontwikkelen van een moderne stadsbus die in grote aantallen tegen een acceptabele prijs geleverd kon worden. Ook moest het nieuwe bustype uitwisselbaar zijn tussen de bij de CSA aangesloten vervoerbedrijven.
De standaardbus zorgde voor nog meer voordelen. Zo had ook werkplaatspersoneel baat bij de standaardbus. Als maar één bustype hoefde te onderhouden konden reparaties aan het materieel sneller worden uitgevoerd. Ook konden de magazijnvoorraden worden ingeperkt. Zo ontstond ook specialisme op het gebied van schadeherstel tussen vervoerbedrijven. Nog een voordeel was dat de levertijden van nieuwe bussen door de standaardisatie konden worden bekort. De bussen waren aan de voorzijde voorzien van montage punten voor een losse brievenbus.
Een opmerkelijk detail was dat de overheid de standaardbus ging subsidiëren. Dit zorgde ervoor dat in de jaren zeventig en de jaren tachtig meer vervoerbedrijven zich aansloten bij de CSA. Dit waren onder andere:
- BBA (Noord-Brabant) voor de stadsdiensten in Breda, Tilburg en 's-Hertogenbosch en later ook in Roosendaal en Bergen op Zoom.
- Enhabo (Zaandam)
- Gemeentelijk Vervoerbedrijf Groningen
- CVD (Nijmegen)
- Schutte Tours Zwolle
- SBM (Maastricht)
- Vervoerbedrijf van de Luchthaven Schiphol
- GVB Dordrecht (later SVD)
- TET (Twente) voor de stadsdiensten van Almelo, Hengelo en Enschede
- Streef Culemborg (alleen CSA1)
- Marijnissen Bergen op Zoom (alleen CSA1)
- VAD Apeldoorn voor de stadsdienst van Almere en Zwolle (alleen CSA-II)
- Zuidooster (Gennep) voor de stadsdiensten van Eindhoven en Venlo (alleen CSA-II)

Opvallende uitzondering bij de stadsvervoerders was het GVA in Arnhem. In verband met de heuvelrijke omgeving vond men de standaardbus, met de motor achterin, voor Arnhem minder geschikt. Het GVA bestelde daarom met toestemming van het ministerie naast de trolleybussen zijn eigen dieselbussen.

## De CSA-I
Voordat de productie van de wijnrode stadsbus zou aanvangen bouwde carrosseriebouwer Hainje uit Heerenveen in 1966 een serie bussen die al veel kenmerken bezaten van de standaardbus. De eerste gecombineerde order was bestemd voor GVB (301-320), GVU (71-75) en RET (401-406). De bouw van de HTM (101-125) werden door capaciteit problemen bij Hainje uitbesteed aan Verheul. De voorlopers van deze bus waren de bij Hainje gebouwde okergele Leyland-Triumph-Werkspoor LWP-City voor de RET met de nummers 202-237 en 238-285. Later dat jaar zou de eerste èchte standaardbus worden gepresenteerd. Deze wijnrode bus had het nummer 301 en was bestemd voor het GVB Amsterdam. De bus was door Hainje gebouwd op een DAF-onderstel. Het ontwerp van de carrosserie was van Werkspoor/Wim Rietveld, De 301 viel op door zijn hoekige vormgeving en zijn technische hoogstandjes. Zo bezat de bus een volledig automatische transmissie met twee versnellingen en luchtvering, en werden zwenkzwaaideuren toegepast met ook een tweede, smalle, uitstapdeur achter de achteras. Deze bus GVB 301 is bewaard gebleven als museumbus bij Stichting BRAM.

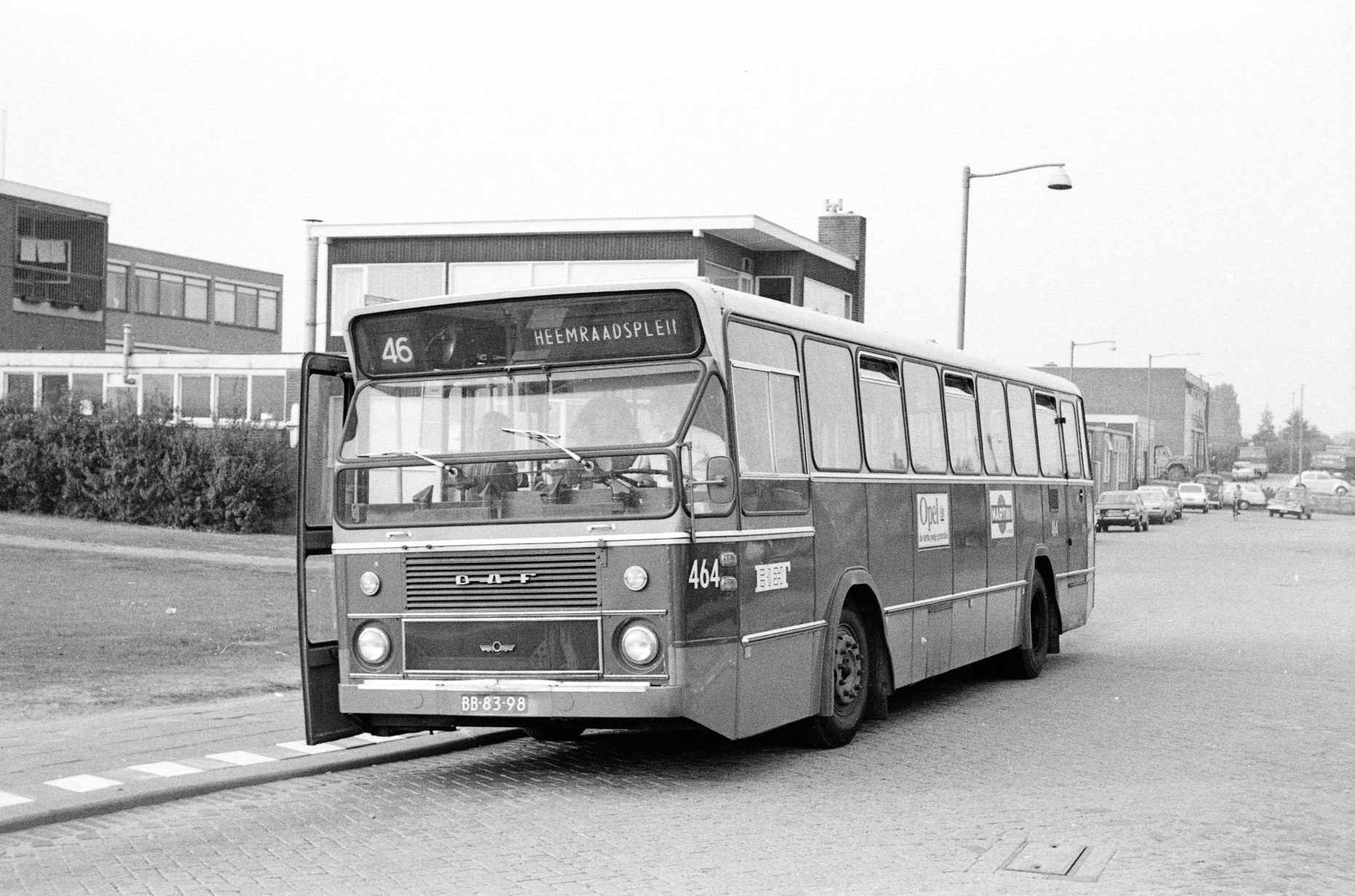
Den Oudsten RET 464, op het fabrieksembleem na geheel gelijk aan de eerste verschijningsvorm van Hainje

Tijdens de eerste productiejaren van de standaardbus werden door de CSA naast Hainje ook andere bedrijven ingeschakeld, namelijk Verheul en Den Oudsten bouwde voor elke stad 10 wagens. Ook werd voor het GVB (295-300) een serie bussen gebouwd op een Leyland-Triumph-Werkspoor LWP-City onderstel. Uiteindelijk zouden veruit de meeste bussen gebouwd worden door Hainje op een DAF-chassis en met een DAF-motor. 

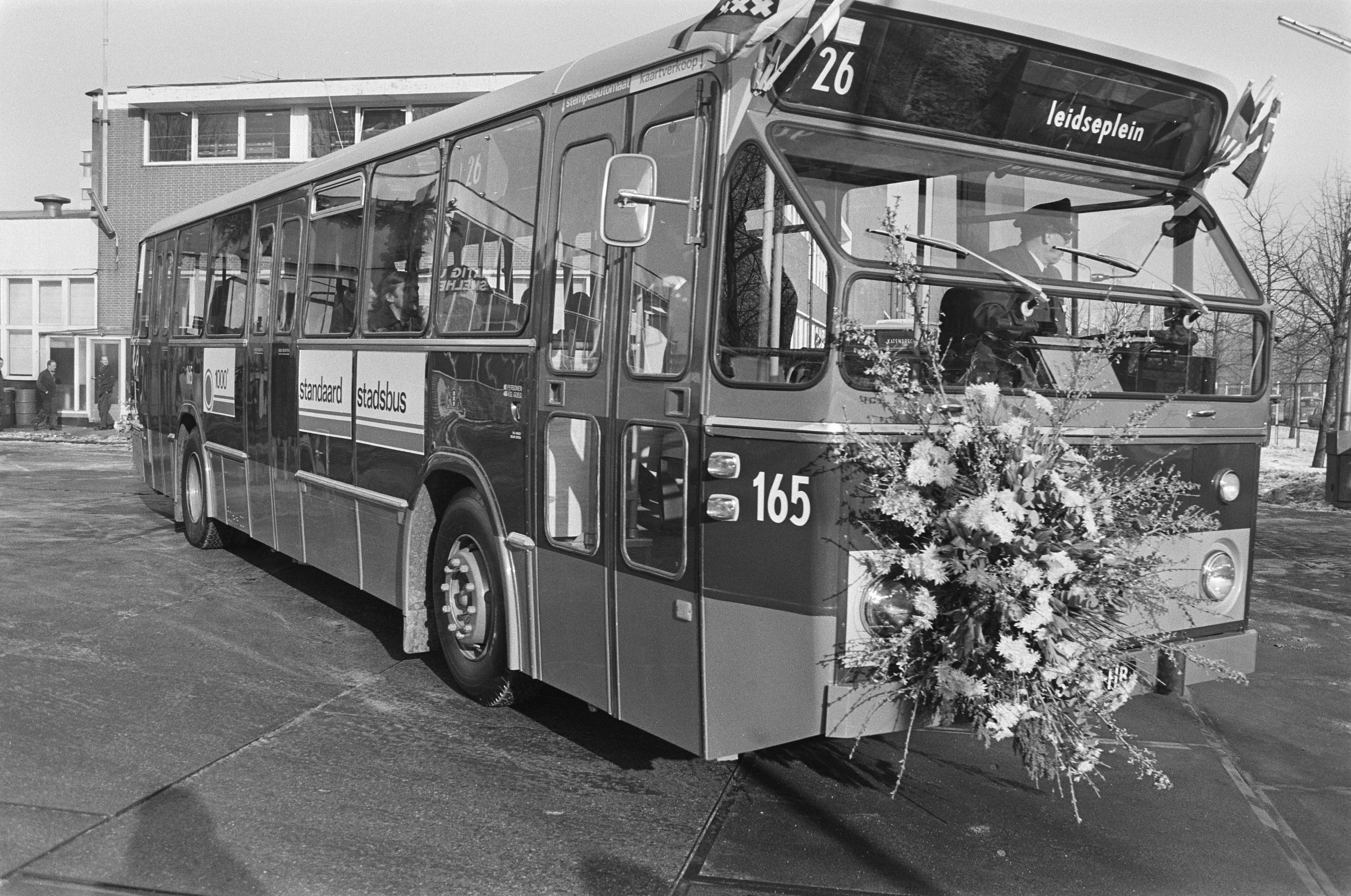
Duizendste standaardbus GVBA 165 uit 1976

Binnen 10 jaar werd werd het duizendste exemplaar aan het GVB Amsterdam overgedragen op 29 januari 1976. Hierbij waren ook aanwezig het vijfhonderdste exemplaar GVU 172 en HTM 300, RET 571, GVBG 47, BBA 202 alsmede de eerste standaardbus GVB 301. 

### Verschijningsvormen
- Eerste verschijningsvorm : 1966-1970: Gebouwd op SB200-chassis, Leyland later DAF DOL-motor, ZF 2-versnellingsbak, carrosserie in wijnrode/grijze kleur, dak in lichtgrijze kleur, 3 dakluiken, donkergrijs interieur met donkerrood skai beklede stoelen, vlak stuurwiel, hoog doorgetrokken zijruiten, ovale interieurverlichtingskappen (vanaf 1968 rechthoekig), klein motorluik, ronde koplampen en achterlichten, kleine letters DAF.
- Tweede verschijningsvorm : 1970-1971: DAF DKDL-motor, grotere motorluiken, dikkere rand om grille, grotere letters DAF.
- Derde verschijningsvorm  : 1972: lagere doorgetrokken zijruiten.
- Vierde verschijningsvorm : 1973-1974: interieur met geheel vlakke vloer.
- Vijfde verschijningsvorm : 1974-1976: gebouwd op nieuw SB201-chassis, nieuwe aluminium grille, luchtsleuven front verdwenen, knik aan de achterzijde van bus verdwenen, verzonken stuurwiel; grotere tankinhoud, display "Bus stopt" in plaats van rode lamp.
- Zesde verschijningsvorm  : 1977-1979: grote schuine filmkast, nieuw front met ronde koplampen in aluminium grille, 3-versnellingsbak, lichtgrijs/wit interieur en weer rode lamp.
- Zevende verschijningsvorm: 1979-1981: grote rechte filmkast, rechthoekige dubbele koplampen.
- Achtste verschijningsvorm: 1981-1983: rechthoekige achterlichten, nieuw type ZF 4-versnellingsbak, luchtrooster in het midden aan de bestuurderszijde, vanaf 1982 smalle interieurverlichtingskappen (voorloper van het CSA-II type (1983-1988)).

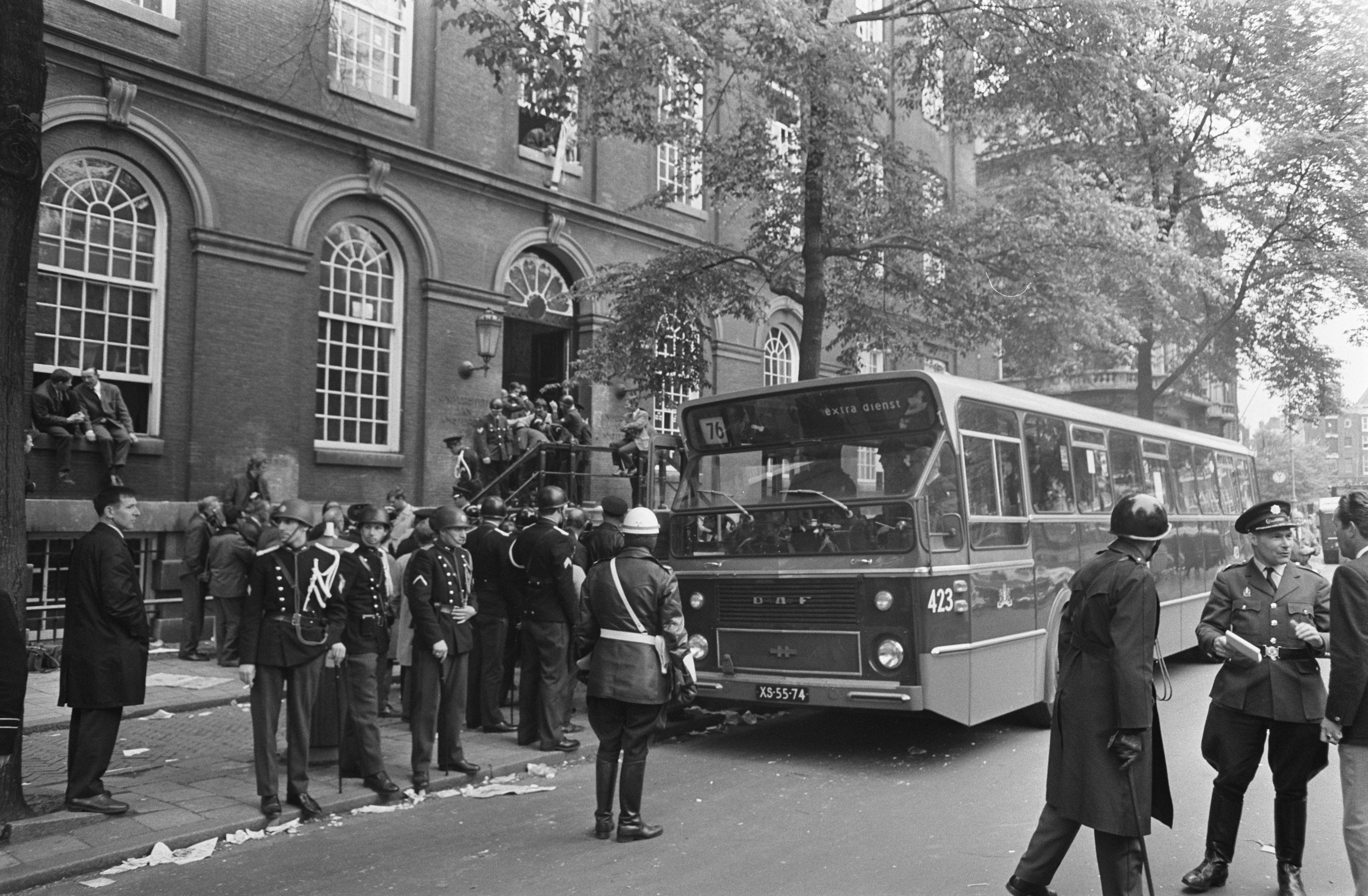
Eerste verschijningsvorm GVBA 423 uit 1968
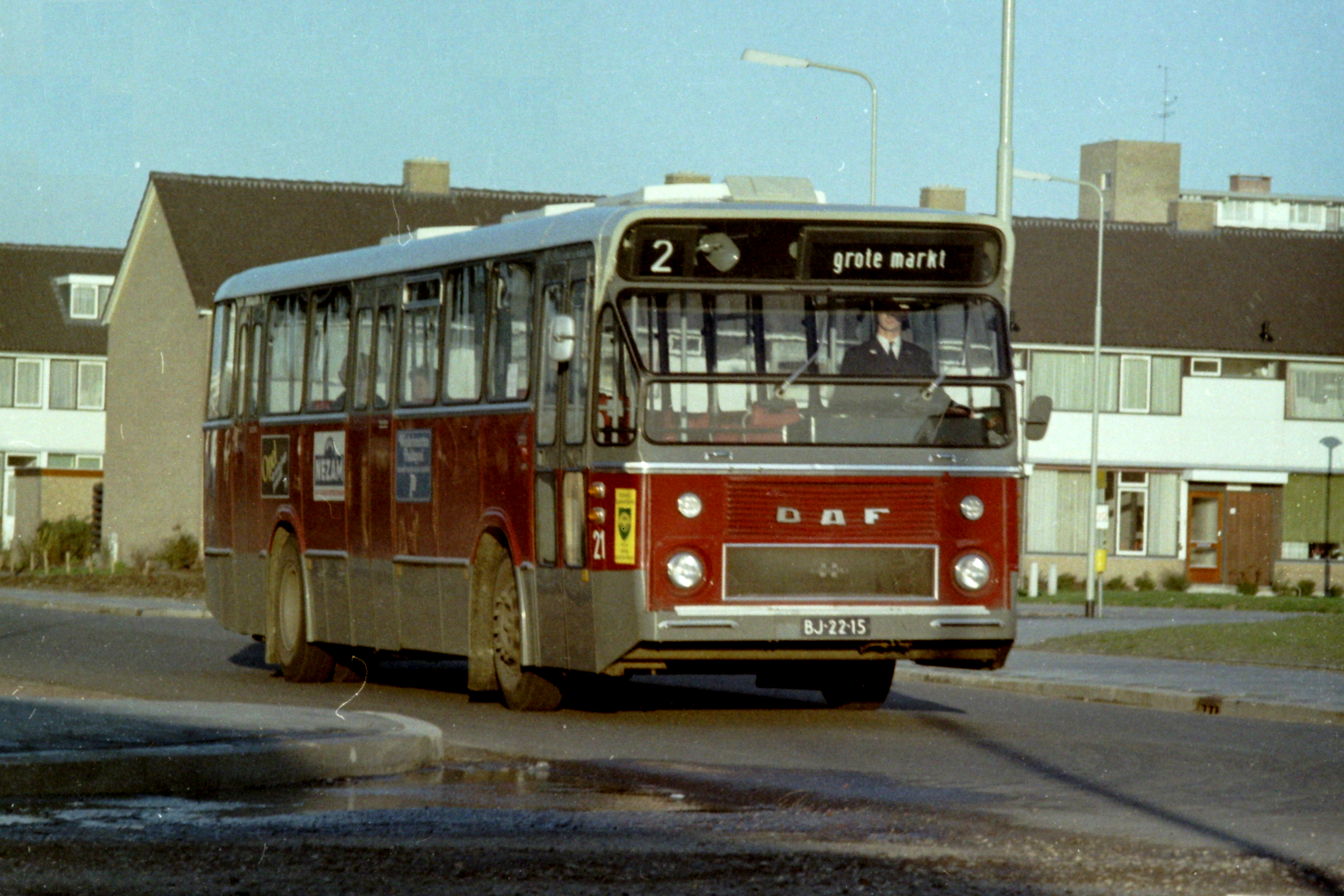
Tweede verschijningsvorm GVBG 21 uit 1971
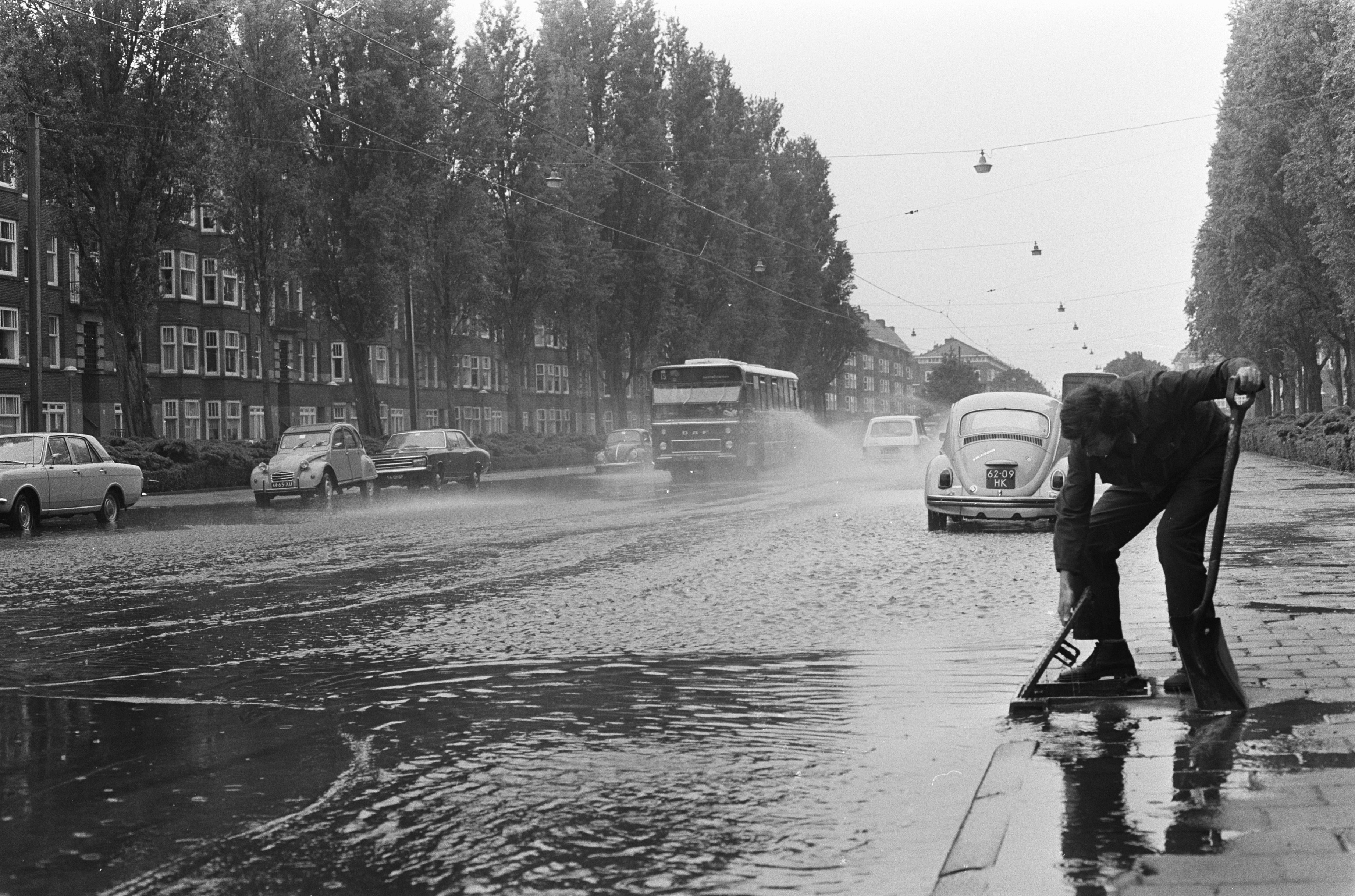
Derde verschijningsvorm GVBA serie 46-62 uit 1972
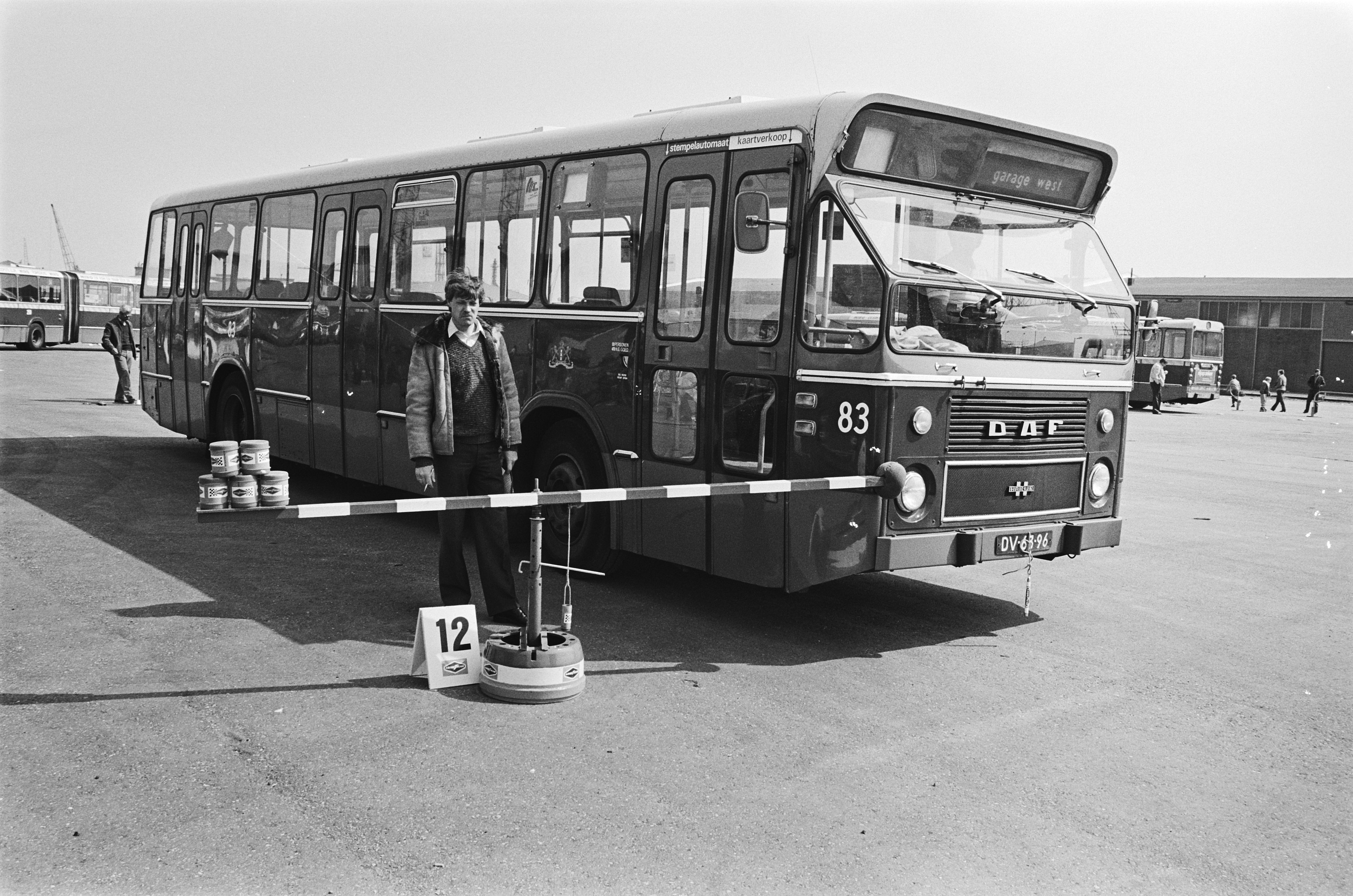
Vierde verschijningsvorm GVBA 83 uit 1973
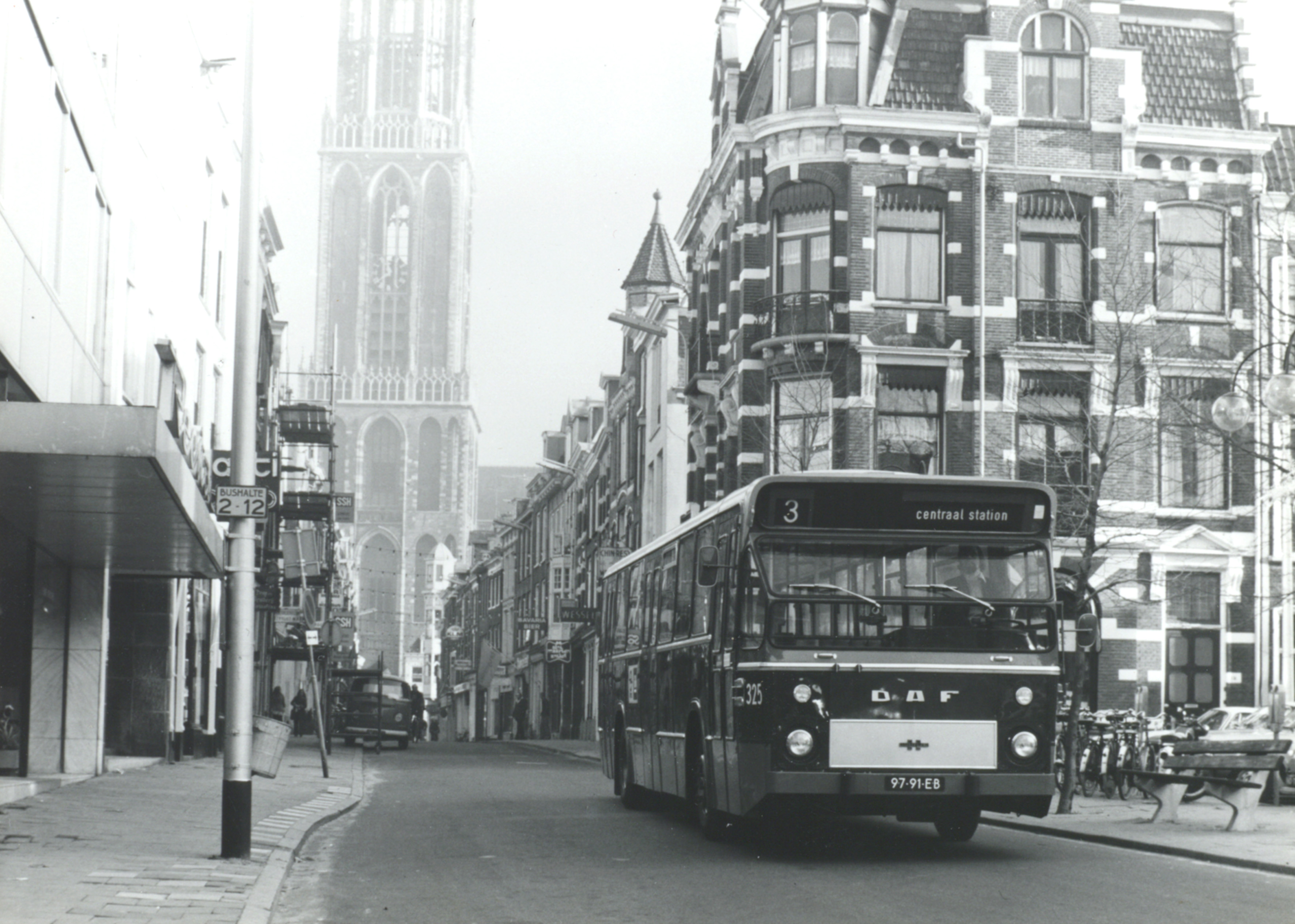
Vijfde verschijningsvorm GVU 325 uit 1976
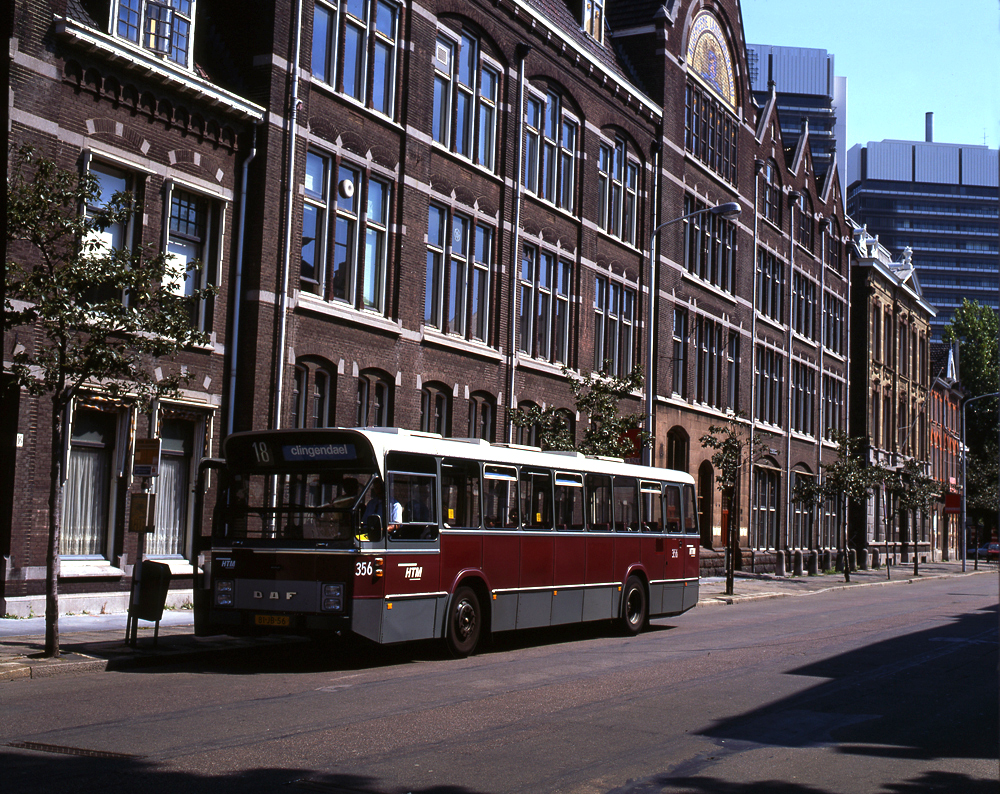
Zesde verschijningsvorm HTM 356 uit 1979
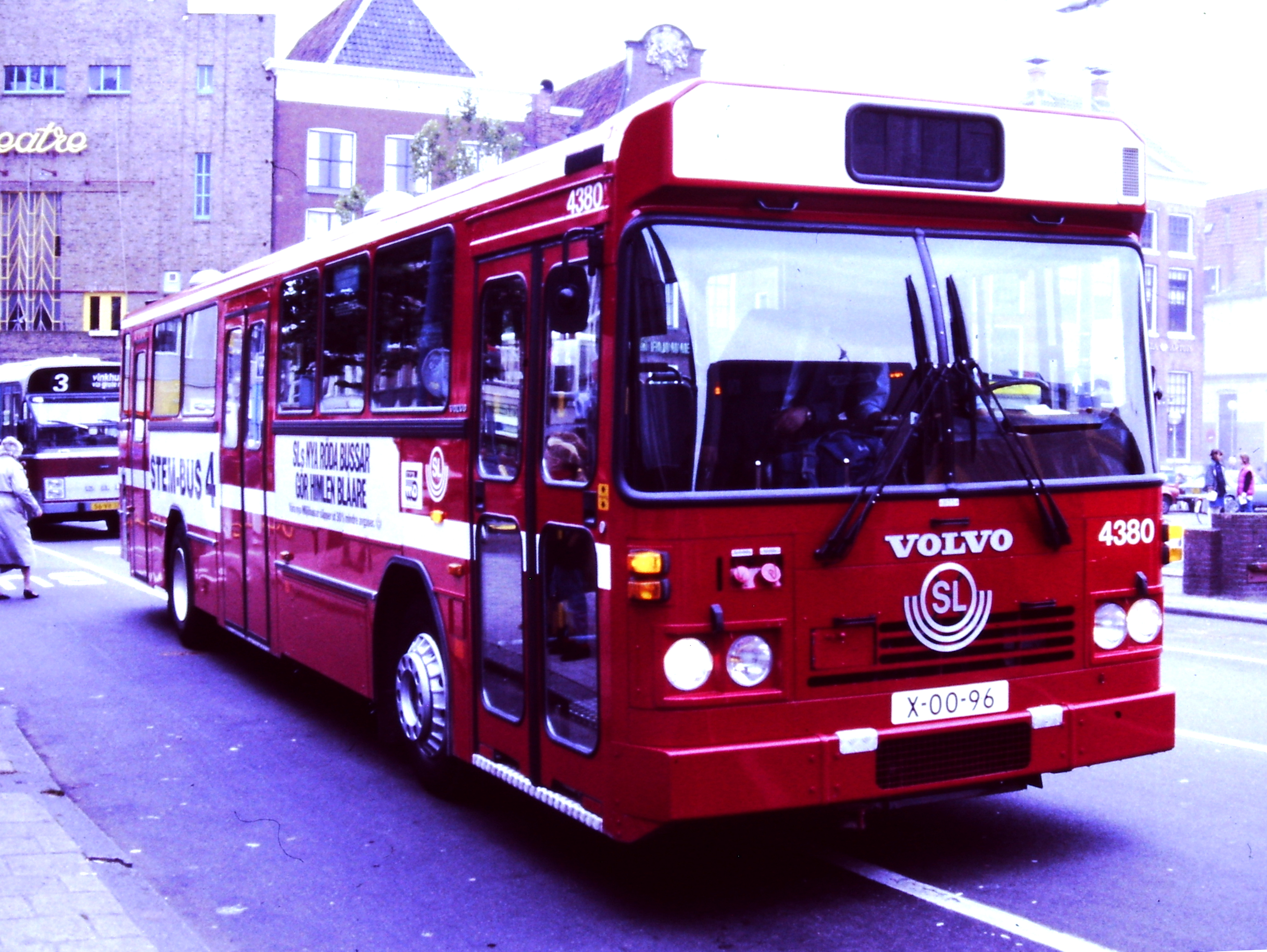
Zevende verschijningsvorm, op achtergrond GVBG 79 uit 1980 op lijn 3 in 1987
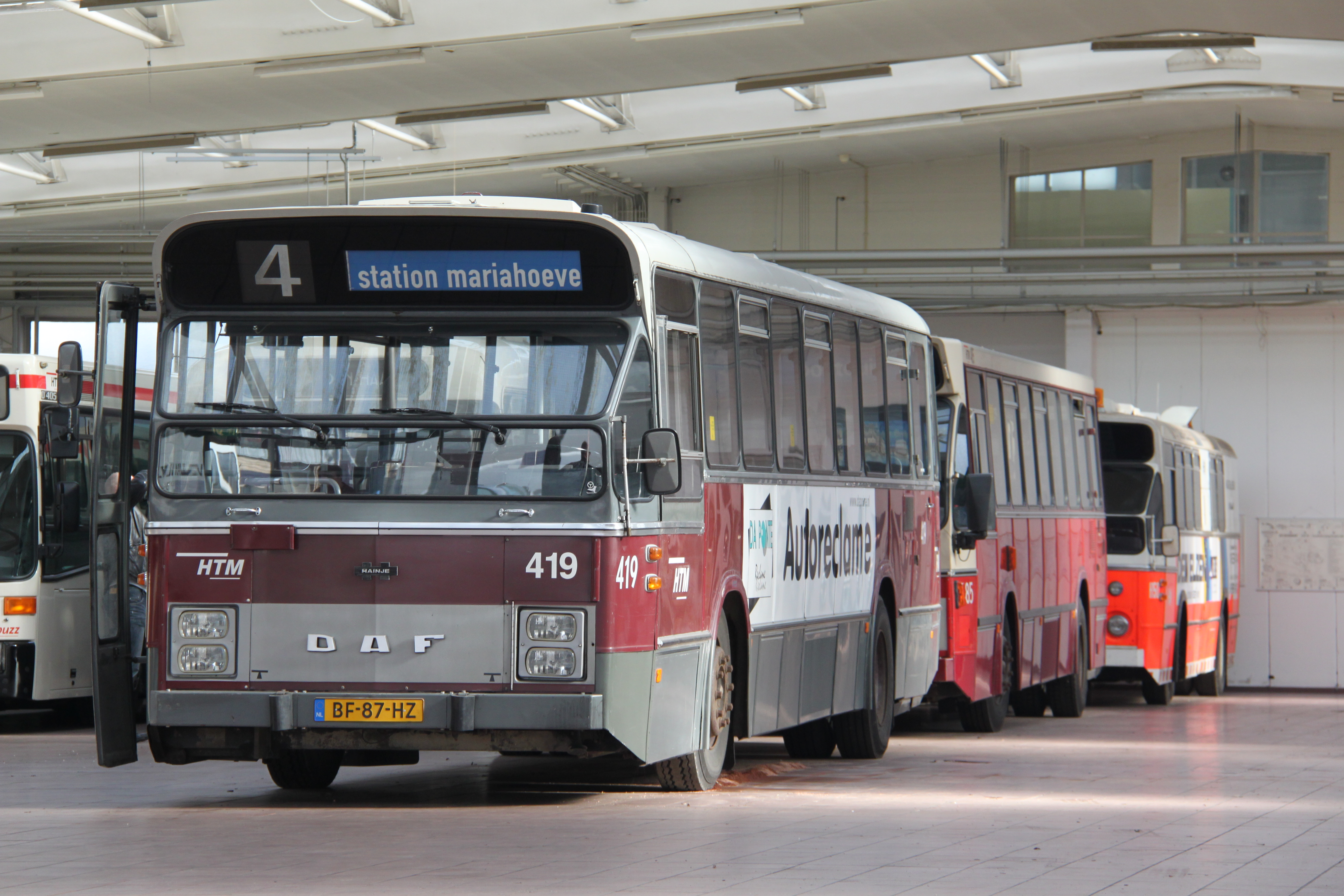
Achtste verschijningsvorm HTM 419 uit 1982

Het eerste type standaardbus (de CSA-I) zou tot en met 1983 in verschillende verschijningsvormen worden geproduceerd. De afkortingen DOL en DKDL staat hiervoor voor het type DAF-motor, gebaseerd op het ontwerp van Leyland, en de afkortingen SB200 en SB201 staan voor het type DAF-chassis.
De eerste verschijningsvorm van de DAF-standaard is alleen geleverd aan Amsterdam,Rotterdam, Den Haag en Utrecht. In huur van het GVB Amsterdam hebben ze echter ook gereden op Schiphol, bij Enhabo en CVD Nijmegen, in huur van de RET bij ZWN, BBA en FRAM en in huur van Den Haag bij het GVB Dordrecht, CVD en Schutte Zwolle. Vanaf de tweede verschijningsvorm werd ook aan het GVB Groningen geleverd en in huur van Groningen hebben ze ook gereden bij de CVD. Ook werden aan Schiphol ter vervanging van huurwagens eigen wagens geleverd die bij het GVB in onderhoud waren. Vanaf de vijfde verschijningsvorm werd ook aan de BBA en Streef, vanaf de zesde verschijningsvorm aan de CVD en vanaf de achtste verschijningsvorm aan Marijnissen geleverd. Aan Rotterdam zijn geen wagens geleverd van de tweede verschijningsvorm, aan Den Haag geen wagens uit de vijfde verschijningsvorm, aan Amsterdam geen wagens uit de zesde verschijningsvorm (behalve gelede bussen) (aan Utrecht maar één exemplaar) en aan Groningen geen wagens uit de achtste verschijningsvorm.
Hoewel de geleverde wagens voor alle bedrijven gelijk waren, waren er toch enkele kleine uiterlijke verschillen. De Rotterdamse wagens hadden hun buitenspiegels niet op de voorste deur maar op de carrosserie en hadden extra lange spatlappen terwijl de wagens in Den Haag tot 1979 aan de instapzijde een extra lijn en richtingfilmkast bezaten, die dat jaar op verzoek van de CSA werd verwijderd.De Schiphol wagens hadden geen lijnfilmkast en extra grote wagennummers voor de zichtbaarheid vanaf de verkeerstoren. Vanaf 1969 werd bij een aantal bedrijven zelfbediening ingevoerd waarbij de voorste zitplaats aan de instapzijde een kwartslag werd gedraaid om plaats te maken voor een stempelautomaat waarbij de voorste deur gescheiden kon worden gebruikt door passagiers met en zonder plaatsbewijs. In 1985 was bij alle bedrijven de stempelautomaat weer verdwenen, behalve bij de gelede bussen, en werd de linker deurhelft van de voordeur met een stang of hekwerk afgesloten.
De van het GVB afkomstige Enhabo wagens werden okergeel in plaats van wijnrood. In 1981 kregen de wagens van de tweede tot en met de vijfde verschijningsvorm in Groningen een metamorfose waarbij een grote filmkast werd aangebracht gelijk aan de zevende verschijningsvorm. Bij de andere bedrijven vond dit slechts plaats bij een enkele wagen na herstel van frontschade omdat Hainje alleen een front en filmkast van het nieuwste model kon leveren.Hierbij kwam het voor dat in de grote filmkast kleine films werden aangebracht en de grote filmkast werd afgeplakt omdat men nog geen grote films voorradig had. De enige aan Marijnissen geleverde wagen was lichtblauw maar werd na overdracht aan de BBA in 1984 alsnog wijnrood. Zware schade werd meestal hersteld bij Hainje waarna de wagens een front van het nieuwste model kregen. Bij herstel in eigen beheer kwam het voor dat er gebruik werd gemaakt van een bewaard front van een sloopbus.
Vanaf de vijfde verschijningsvorm werden ook wagens van Volvo en Mercedes geleverd.

## De CSA-II
In 1982 werd de tweede generatie standaardbus door Hainje gepresenteerd. Deze proefbus met het nummer 201 was bestemd voor de RET. De nieuwe bus was tomaatrood met beige en viel op door de nieuwe anti-reflex en afgeronde filmkast. De beide deurhelften van de voorste deur konden onafhankelijk van elkaar bediend worden. De wagens hadden net als de achtste verschijningvorm van de CSA-1 een ZF 4-versnellingsbak en beluchtingsrooster. Het interieur en de grote filmkast waren beige van kleur en de interieurverlichting was weggewerkt in de zijbalken in plaats van aan het plafond. De stoelindeling met bruine bankjes bleef gelijk aan de CSA-I behalve de breedte van de eenpersoonbankjes op de wielkast van de achterwielen aan de blinde zijde. De serieproductie van de CSA-II begon in 1983 met een grote levering aan Amsterdam. Vanaf 1984 volgden de overige bedrijven waarbij aan Nijmegen, behalve één semitourwagen, geen wagens geleverd zijn. Vanaf 1987 kwam de nooduitgang links achter te vervallen waarbij het achteruit geplaatste bankje kon worden omgedraaid. Voortaan kon de middelste deur als nooddeur worden gebruikt. De laatste CSA-II werd in 1988 gebouwd. De productie van deze bussen heeft korter geduurd dan de CSA-I. Door allerlei snelle technische ontwikkelingen werd er spoedig geconcentreerd op de CSA-III (ST2000) en het voortzetten van de productie van CSA-II bussen werd gestaakt.

## De CSA-III
In 1987 presenteerde Hainje de opvolger van de CSA-II. Het was een moderne rechthoekige bus die officieel de benaming "Standaardbus 2000" (ST2000) had. Omdat de vervoerbedrijven niet erg tevreden waren over de praktijkprestaties hiervan werd in 1988 het standaardisatieprincipe weer losgelaten en moesten de vervoerbedrijven hun bussen weer zelfstandig inkopen. Bij de ST2000 bleken sneller gevoelige storingen en andere technische problemen op te treden dan bij de CSA-I en -II het geval was. Desondanks werd de ST2000 toch nog een succes, nadat Duvedec in 1989 de kop van dit bustype opnieuw ontwierp. Alleen de GVBA, HTM, GVG, GVU en SBM lieten het bij enkele door DAF en Volvo aangeboden bussen van dit type. Zij hadden er geen vertrouwen meer in en schaften naar eigen inzicht bussen aan.
- Voor meer informatie over de CSA-III, zie Hainje/Berkhof ST2000

## Varianten op de standaardbus

### Volvo-standaardbus

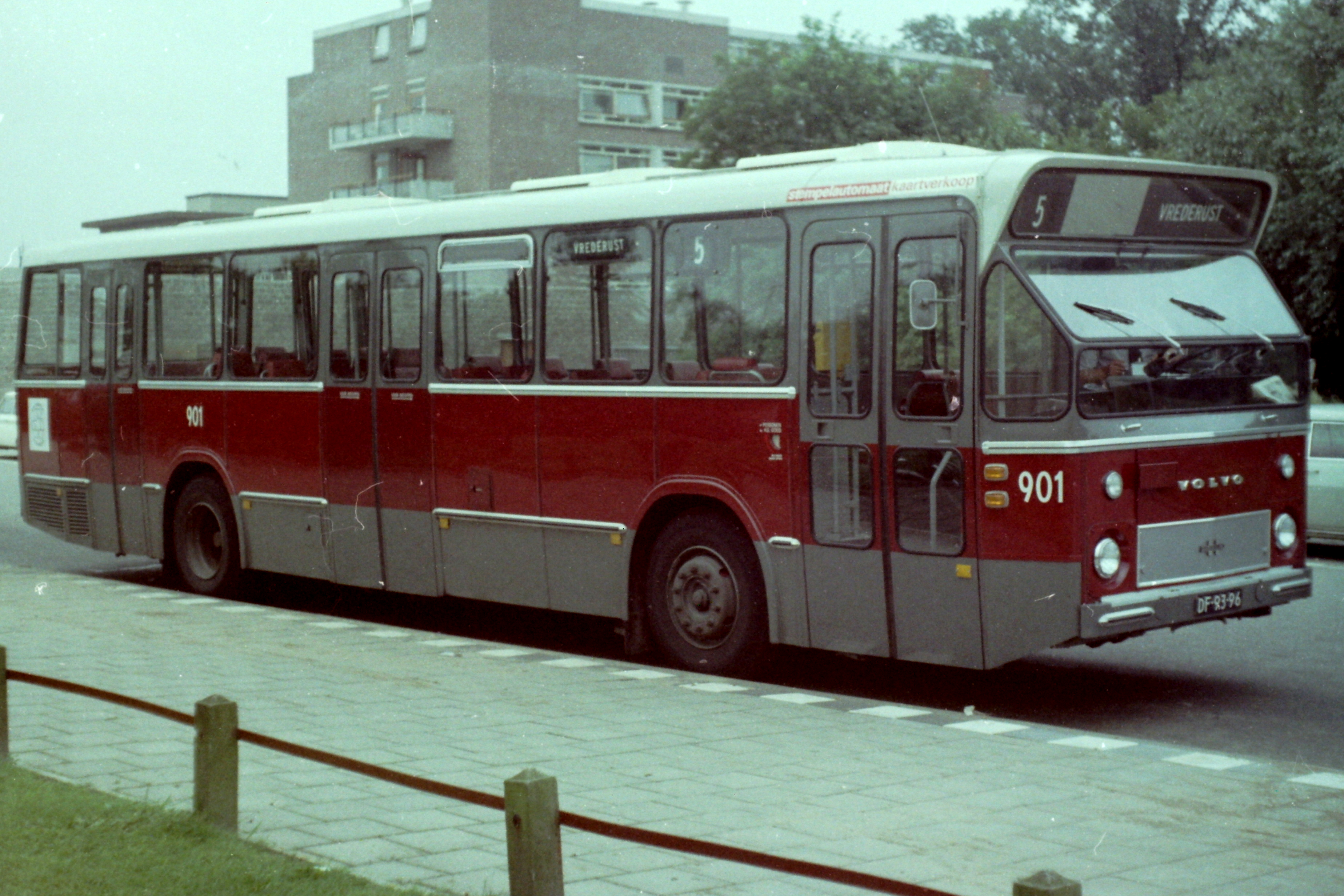
Volvo proefbus 901 in Den Haag, zichtbaar is de richtingfilmkast aan de instapzijds die alleen in Den Haag voorkwam

In 1972 liet Volvo-importeur NEBIM bij Hainje een standaardbus op een Volvo B59-onderstel bouwen. Deze bus werd ter beschikking gesteld aan alle vervoerbedrijven die interesse hadden in de standaardbus van Volvo. De bus reed in Den Haag met parknummer 901, in Rotterdam werd de wagen vernummerd in 801 omdat de RET al een wagen met dat  parknummer had en ook in Amsterdam reed de wagen met parknummer 801. Na afloop van de proefperiode werd de wagen verkocht aan Schutte in Zwolle, die hem uiteindelijk na herkeuring doorverkocht aan de Olau Line, waar hij werd ingezet voor de Shuttle-diensten vanaf station Vlissingen naar de OLAU-veerdiensten.
Tot en met 1978 leverde Volvo CSA-I-bussen op B59-chassis; daarna werden de bussen op B10R-chassis, als opvolger van de B59 geleverd. Deze bussen hadden ook een rechte achterkant in CSA-I-vorm, doch ze zijn ook als CSA-II geleverd.
Uiteindelijk schaften de vervoerbedrijven Enhabo, Schutte Tours (na overname VAD), SBM en TET uitsluitend Volvo-Hainje bussen aan. Bij de bussen van Enhabo ontbrak de achterste uitstap en werd de middelste uitstap breder uitgevoerd. Volvo's kwamen uiteindelijk ook bij de VAD op de stadsdienst in Almere te rijden en bij de Zuidooster in Eindhoven en Venlo. BBA had 5 Volvo B59 CSA-I-bussen aangeschaft en daarna uitsluitend DAF's. Daarom gingen de wagens begin jaren tachtig naar SBM. In 1993 kwamen er opnieuw Volvo's bij de de BBA, dit na een grote brand in de garage in Den Bosch waarbij van de NZH dertien voormalige Enhabo CSA-2 wagens werden overgenomen.     
De Volvo's die vanaf 1979 geproduceerd werden, onderscheidden zich van de DAF-bussen door hun vierkante vlakke achterkant met koelribben in de motorluiken en een stuurwiel onder een hoek van 45°. Bij de TET waren een aantal wagens korter uitgevoerd met twee deuren voor zwakke lijnen.

### Mercedes-Benz-standaardbus
In 1975 werd de standaardbus ook op een Mercedes-Benz-chassis van het type O305 gebouwd. Dit type bus werd alleen aangeschaft door het GVB Dordrecht. In tegenstelling tot de DAF- en de meeste Volvo-bussen had de Mercedes-standaardbus drie ruitenwissers en ontbrak de achteruitstap. Er is één exemplaar van deze versie bewaard gebleven.

### Gelede standaardbus

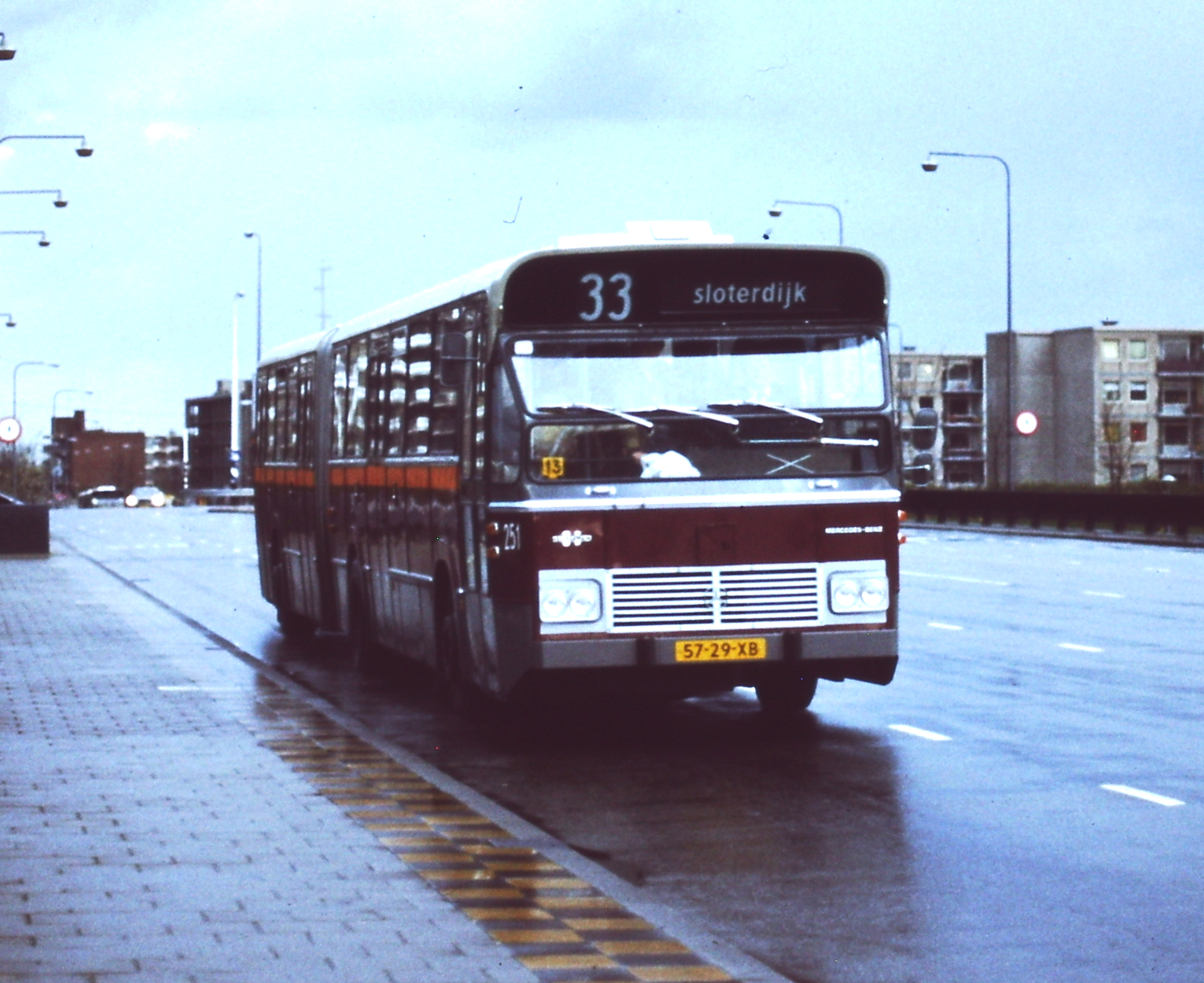
Gelede standaardbus GVB 251 in 1978

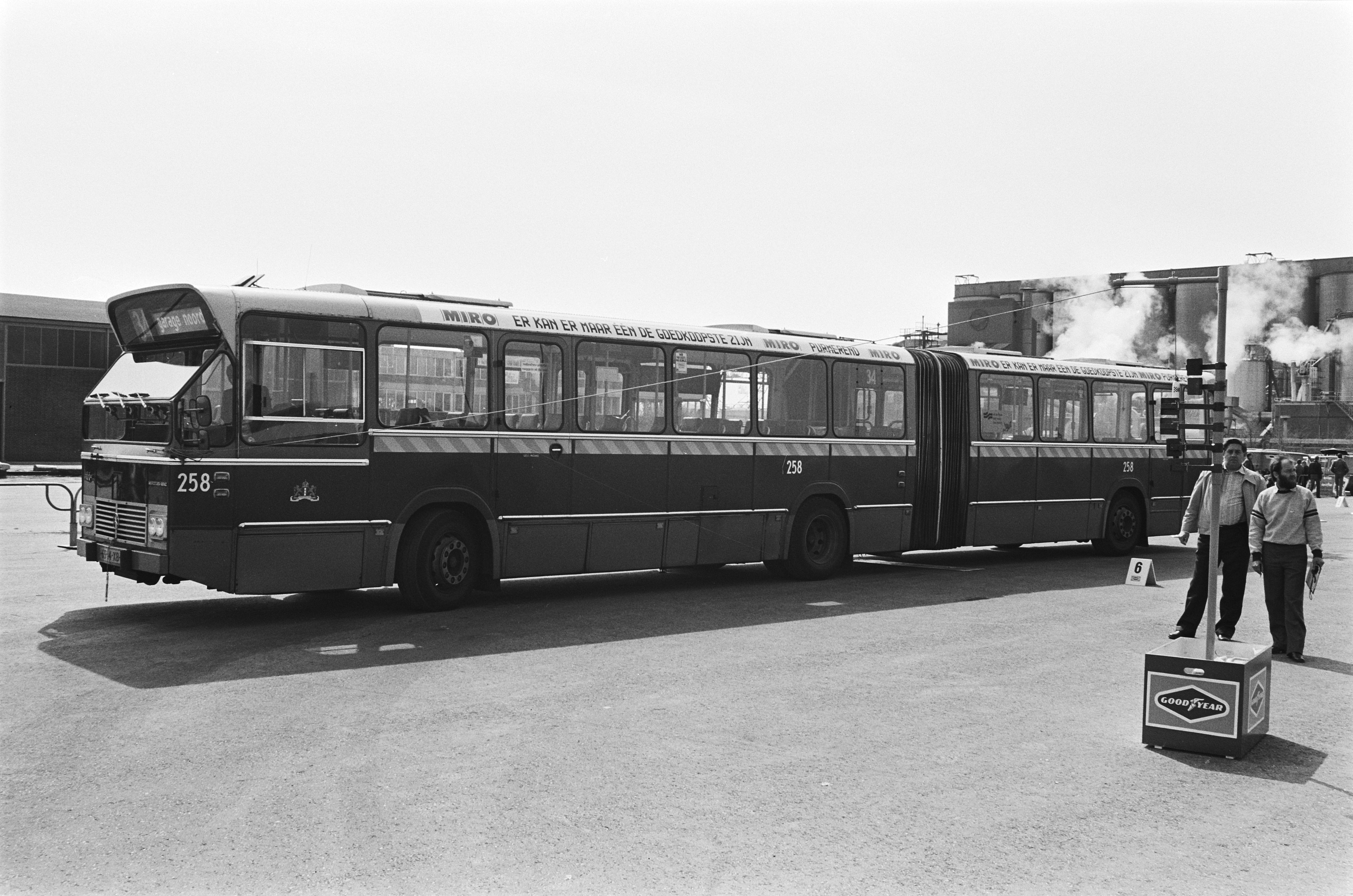
Gelede standaardbus GVB 258 in lengte gezien in 1982, zichtbaar zijn de schrikstrepen

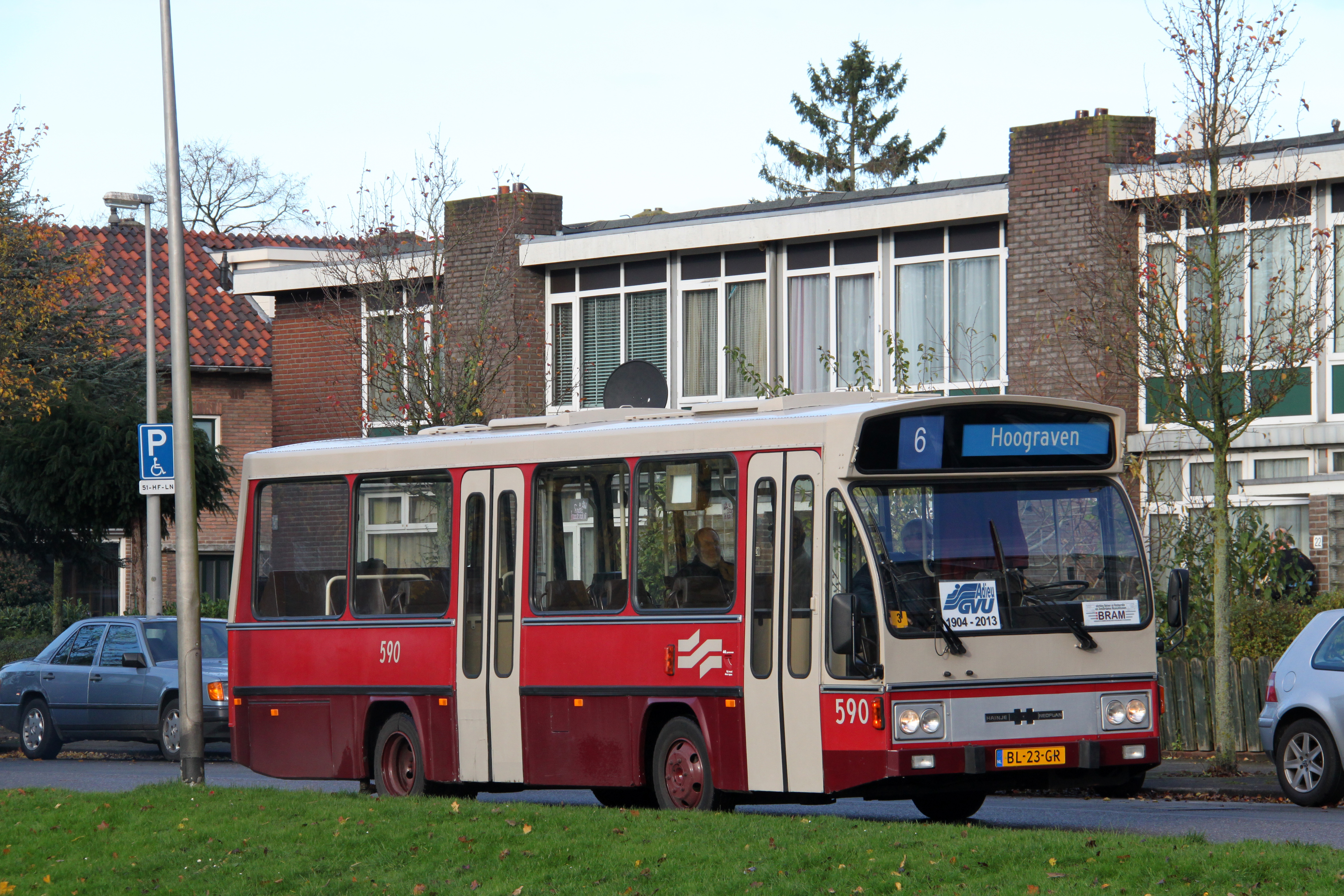
Midibus GVB 590 (Stichting BRAM).

In 1977 werd de gelede standaardbus gepresenteerd. Deze werd op een Mercedes-Benz chassis van het type O317 met een volgwagen van Schenk GOBL8000 gebouwd met een geleding van Hübner. Het enige vervoerbedrijf dat dit type bus uiteindelijk aanschafte was het GVB Amsterdam omdat de RET geen toestemming van de gemeenteraad kreeg voor de beoogde aanschaf.  
De motor bevond zich tussen de 1e en 2e as waardoor het aantal instaptredes 3 in plaats van 2 bedroeg. Ook deze bussen werden in de wijnrode kleur geleverd met de oranje reflectieband over de gehele lengte. Er waren 4 deuren waar de passagiers zowel mochten in- als uitstappen. Men kon de deuren, behalve de voorste, na vrijgave zelf bedienen waarbij bij elke deur een stempelautomaat aanwezig was.
Twee wagens kregen echter in 1990 alsnog de nieuwe GVB-wit/blauwe huisstijl met rode deuren en een gesloten instapregime (566 en 567) waarvan de 567 uiteindelijk de gang naar de sloper tot tweemaal toe wist te ontspringen en nu museumbus is bij Stichting BRAM. Twee andere exemplaren kregen de okergele Enhabo-huisstijl (568 en 569) en werden verhuurd aan dat bedrijf.

### Midibus
In 1984 presenteerde Hainje een midibus op Neoplan-chassis, met het uiterlijk van een standaardbus. Dit bustype zou alleen worden aangeschaft door het GVB Amsterdam maar later ook in huur bij de RET rijden.
In 1986 verscheen ook nog een midibus op een DAF-onderstel. Dit type bus werd onder andere aangeschaft door de DVM, de GADO, het GVU, het VSL en de Enhabo. Van dit type bus was ook een verlengde versie verkrijgbaar.

## De standaardbus in de praktijk
Hoewel de meeste standaardbussen wijnrood of tomaatrood waren, behielden enkele vervoerbedrijven toch hun eigen kleur, zoals de bussen van de Enhabo (okergeel), GVB Dordrecht (oranje), Schutte Tours Zwolle (blauw), VAD (blauw), TET (rood) en de Zuidooster (geel en grijs).
In de jaren negentig begonnen ook andere vervoerders hun standaardbussen in hun eigen huisstijl te schilderen, zoals de BBA, en deels het GVB Amsterdam en het GVU. Ook verschenen er bussen in thema- of reclame-uitvoering.
De CSA-stadsbussen hadden een topsnelheid van ruim 60 km/h, een snelheid die in een stadsdienst zelden wordt gehaald, en dus ruim toereikend is. Maar er zijn bij diverse bedrijven exemplaren van CSA-II bussen geweest die de 80 km/h of hoger wel haalden. Deze bussen hadden een ander differentieel waardoor dit mogelijk was. De bussen met een vergroot differentieel waren meestal tourbussen en stadsbussen die ook buiten de stadsgrens reden. Een aantal van deze tourbussen kenmerkte zich door het ontbreken van de middendeur. Ook hadden deze bussen twee rijen dubbele stoelen. Zo had het GVB Amsterdam van dit type bus de CSA-II 269, 344 en 345, de HTM de CSA-1 301 en CSA-II 446, 447 en 497, de RET de CSA-I 497-499, 701, 723 en 724 en CSA-II 319 en 320, het GVG CSA-I 61-63, het GEVU de CSA-I 390 en de CVD CSA-II 559.
Met de komst van nieuwere stadsbussen in de jaren negentig, die snelheden haalde van boven de 80 km/h, werden in o.a. Amsterdam de oude CSA's voorzien van stickers die automobilisten erop moesten attenderen dat deze bussen maximaal 60 km/h konden rijden.
Met enkele CSA-stadsbussen werden ook proeven genomen met het rijden op aardgas en lpg. Zo werden in de jaren zeventig enkele bussen van GVB Amsterdam (110, 163-169) verbouwd tot gasbussen. Later verbouwden ook andere busmaatschappijen enkele CSA's tot gasbus. Zo verbouwden de HTM, GVG en de RET in de jaren tachtig enkele CSA-II's tot gasbussen. De HTM-bussen (500, 501 en 504) bevielen in de praktijk niet en gingen in 1992 naar het GVB Amsterdam als 460-462. Van dit bedrijf verkreeg de HTM de 355-357 die vernummerd werden in 512-514. Naast enkele gasbussen heeft er ook nog een zogenaamde Cumulo-bus bestaan, de HTM 1-613. Deze bus bestaat nog steeds en rijdt sinds 1990 bij Rotterdam Airport.

## Buitendienststelling en afvoer
Van de eerste verschijningsvorm stelde Utrecht in 1982 de laatste wagens buiten dienst, Den Haag en Rotterdam in 1983 en Amsterdam in 1984. De laatste wagens deden nog tot medio 1985 dienst bij de Enhabo (Enhabo-serie 200-217 ex-GVB 510-527). De tweede verschijningsvorm werd in Utrecht vanaf 1983, in Groningen, Den Haag en Rotterdam vanaf 1984 buiten dienst gesteld en de laatste wagens van de derde en vierde verschijningsvorm in 1987-1988. Amsterdam reed nog tot in 1989 met een afnemend aantal in dienst ook uit de tweede verschijningsvorm. Hierbij werd een aantal sloopbussen uit Utrecht overgenomen en voor sloop geplukt voor het verkrijgen van onderdelen. Utrecht bleef als langste met wagens van de vierde verschijningsvorm doorrijden tot in 1990. Van de vijfde verschijningsvorm werden door Amsterdam en Rotterdam de laatste wagens in 1991 buiten dienst gesteld en in Utrecht in 1993. De wagens uit de zesde en zevende verschijningvorm werden meest tussen 1990 en 1993 buiten dienst gesteld. Alleen in Den Haag, Groningen en Nijmegen reden nog een aantal exemplaren door tot in 1996-1997. 
De laatste bussen van het type CSA-I werden door de meeste vervoerders tussen 1996 en 1998 buiten dienst gesteld. Enkele vervoerders, zoals het GVB Amsterdam en Novio reden nog tot 2000 met dit type bus. De BBA reed er mee tot 2001 maar de laatste twee gingen pas begin 2003 definitief buiten dienst. Dit betrof in 's-Hertogenbosch uit de serie 222-251 de bussen 248 en 250. In hetzelfde jaar gingen ook de laatste CSA-II bussen bij Hermes, Arriva en de eerste bussen 262-264 en 268 van de BBA buiten dienst.
Een half jaar na de buitendienststelling van de laatste CSA-I in Amsterdam waren het GVB Amsterdam en de HTM de eerste vervoerbedrijven die hun laatste CSA-II's afvoerden. De jaren daarna begonnen andere vervoerders dit type bus ook buiten dienst te stellen. De BBA en het GVU hebben het langste met deze bussen gereden. In Utrecht verdwenen deze bussen pas in 2004 uit de reizigersdienst. Het GVU hield sindsdien nog enkele bussen achter de hand voor het besloten vervoer. De 42 behoorde nog enkele jaren daarna als allerlaatste CSA-II tot het wagenpark.
BBA (thans Arriva) was de laatste vervoerder die gebruik maakte van de CSA-II bussen. De bussen 101 en 103 waren tot april 2007 in dienst. De overige: 102, 111 en 293, reden nog tot medio oktober 2007 in Tilburg. Zij zijn in 2007 vervangen. Daarmee is de 293 een van de oudste lijnbussen van Nederland geworden met 21 dienstjaren achter de rug. Voorts is er na 41 jaar een einde gekomen aan tijdperk van de CSA-bussen.
Een aantal CSA-1’s hielden het relatief lang uit, sommige exemplaren bleven rond de 18 jaar in dienst. Dit waren onder andere uit de eerste verschijningsvorm GVB 301, 506(ex 306) en 313, uit de tweede verschijningsvorm GVB 13 en 17 en uit de vijfde verschijningsvorm GVU 319, 320, 327 en 331. Ook een aantal CSA-II's hielden het lang uit, sommige exemplaren bleven twintig jaar in dienst. Dit waren onder andere de BBA 101, 102, 270, 271, 272, 274, 279, 280, 281, 293, 297, Hermes 1843 en de GVU 4, 15 en 33. Bijzonder was dat in 2003 veel CSA-II's een tweede leven op de lijndienst kregen toen Arriva de concessie in het DAV-gebied verwierf. Zo gebruikte Arriva CSA-II's die van het GVB Amsterdam, het GVG, Hermes en de HTM waren geweest.
Niet alle CSA-bussen waren een lang leven beschoren. Zo werden bij het GVB Amsterdam de Leyland-Panthers al na 10 jaar dienst afgevoerd en 34 exemplaren uit de CSA-II serie 253-343 al na negen à tien dienstjaren (1993). Ook van de CSA-I serie 170-209 stond de reeks 170-190 (bouwjaar 1981), met uitzondering van de 178 al medio 1992 opgelegd. Ook HTM voerde een aantal bussen op relatief jonge leeftijd af, zoals een deel van de bussen uit de series 101-125 (1966-1967), 126-150 (1967) en 381-400 (1981) en het GVU deed dit met een deel van de serie 350-381 (1982).
Van de bussen van het type CSA-I zijn de meeste exemplaren gesloopt. Pas vanaf halverwege de jaren tachtig begon er handel in afgedankte bussen te ontstaan. Zo kregen veel CSA's een tweede leven in het buitenland. Enkele bussen van het type CSA-I zijn vermoedelijk nog te vinden in Azerbeidzjan, Cuba, Marokko, Roemenië, Rusland, Suriname, Servië en Tanzania. De meeste CSA-II's zijn terechtgekomen in Albanië, Angola, Bulgarije, Cuba en op Curaçao.
Volvo B59 CSA-I bussen gingen onder meer naar Marokko, Volvo B10R exemplaren (bouwjaar 1980/1981) onder meer naar Portugal, waar ze tot 2008/2009 reden. Volvo B10R CSA-II gingen onder meer naar Marokko, Bosnië en Rusland. Van een Bosnisch exemplaar, oorspronkelijk afkomstig van Stadsbus Maastricht uit 1983, is bekend dat dit in 2016 nog op de lijndienst reed, hoewel dit vanwege milieu-eisen niet meer lang zal duren.
Ook zijn er redelijk wat exemplaren in Nederland een tweede leven begonnen, voornamelijk bij lijnversterkende bedrijven. Ook zijn er CSA's aan te treffen als informatieloket, camper, motorhome en als methadonbus/soepbus. Tevens reden er in Safaripark Beekse Bergen bij Tilburg verschillende bussen rond.

## Museumbussen
Enkele CSA's zijn een tweede leven begonnen bij diverse busmusea. Een beknopt overzicht:

### CSA-I
| Nummer | Bedrijf | Bouwjaar | Kenteken | Bewaard door                         | Opmerking | Afbeelding     |
| ------ | ------- | -------- | -------- | ------------------------------------ | --- | -------------- |
| 301    | GVB     | 1966     | AB-21-26 | Stichting BRAM                       | Eerste afgeleverde standaardbus |                |
| 117    | HTM     | 1967     | AB-44-75 | Haags Bus Museum                     | In opdracht van Hainje gebouwd bij Verheul |                |
| 150    | HTM     | 1967     | AB-60-93 | Haags Bus Museum                     | Hainje |                |
| 221    | HTM     | 1970     | AS-59-03 | Haags Bus Museum                     | |                |
| 216    | GVU     | 1972     | DF-90-77 | Camping Horsterhoeve                 | | opname gewenst |
| 110    | GVB     | 1974     | GB-77-22 | OV Collectie Nederland               | |                |
| 299    | HTM     | 1973     | DS-87-66 | Driving Bros                         | | opname gewenst |
| 562    | RET     | 1974     | HB-93-08 | Stichting Romeo                      | | opname gewenst |
| 316    | GVU     | 1975     | 30-79-GB | Stichting GEVU Museumbus             | Op de foto in de huisstijl van GVB Dordrecht te zien die echter nooit DAF's heeft aangeschaft. Is in 2018 in de oorspronkelijke huisstijl gebracht. |                |
| 168    | GVB     | 1976     | 01-80-MB | Stichting Standaardbus 168           | | opname gewenst |
| 319    | HTM     | 1977     | 08-50-XB | Haags Bus Museum                     | |                |
| 7      | GVBD    | 1978     | 55-AB-24 | Straatbeeldmuseum Van IJsseldijk     | Mercedes-Benz O305 | opname gewenst |
| 61     | GVG     | 1978     | 00-FB-63 | Nationaal Bus Museum                 | |                |
| 333    | GVU     | 1978     | 65-FB-65 | Driving Bros                         | |                |
| 378    | GVU     | 1982     | BD-02-RT | Openbaar Vervoer Collectie Nederland | |                |
| 419    | HTM     | 1982     | BF-87-HZ | Haags Bus Museum                     | |                |
| 938    | RET     | 1982     | BD-19-ZJ | Stichting Romeo                      | |                |

### CSA-II
| Nummer | Bedrijf | Bouwjaar | Kenteken | Bewaard door                     | Opmerking                         | Afbeelding     |
| ------ | ------- | -------- | -------- | -------------------------------- | --------------------------------- | -------------- |
| 38     | SBM     | 1983     | BH-41-FS | Stichting Classic Bus Maastricht | Volvo                             |                |
| 310    | RET     | 1986     | BP-77-VS | Stichting Romeo                  |                                   |                |
| 373    | GVB     | 1987     | BT-17-ZB | OV Collectie Nederland           |                                   |                |
| 518    | GVG     | 1987     | BV-18-JL | Nationaal Bus Museum             |                                   | opname gewenst |
| 478    | HTM     | 1986     | BS-04-FP | OV Collectie Nederland           | Heeft rolstoellift bij middendeur |                |
| 485    | HTM     | 1987     | BT-69-ZK | Haags Bus Museum                 |                                   |                |
| 52     | GVU     | 1988     | BZ-44-BY | Nationaal Bus Museum             | Gesloopt in 2022.                 |                |

### Bijzondere exemplaren
- GVB 267/567 (1977; Mercedes-Benz O 317 / Hainje geleed): OV Collectie Nederland
- GVB 590 (1985; Neoplan/Hainje Midi): Stichting BRAM
- GVU 404 (1986; DAF/Hainje Midi): OV Collectie Nederland

## Overzicht waar CSA-bussen hebben gereden
| Bedrijf                         | Series CSA-I | Series CSA-II |
| ------------------------------- | --- | --- |
| BBA Noord-Brabant               | aantal 61 - vijfde verschijningsvorm: 111-115, 201-204 - zesde verschijningsvorm: 360-364 (ex-CVD 502, 503, 501, 504 en 505), - zevende verschijningsvorm: 205-221, 630 (ex CVD 538) - achtste verschijningsvorm: 222-237, 238 (ex-Marijnissen 25), 239-251 | aantal 55 (261-275, 276-287, 288-297, 101-109, 110-117, 195-207 (ex-Enhabo 332-344))                                                                             |
| Enhabo Zaandam                  | aantal eigen wagens 41 - eerste verschijningsvorm: (101-104) 200-217 (ex-GVB 510-527), in huur GVBA 506 (ex 306), 378, 386, 416-418, 447, 500-509 - vijfde verschijningsvorm: in huur GVBA 156-169 - zesde verschijningsvorm: in huur GVBA 568 en 569 - zevende verschijningsvorm: 301-303, 304-315 - achtste verschijningsvorm: 316-323 | aantal 22 (201, 324-339, 340-344) |
| GVB Amsterdam                   | aantal eigen wagens 524 - eerste verschijningsvorm: 301-320, 295-300, 321-364, 375-416, 365-374 (Den Oudsten), 417-527 - tweede verschijningsvorm: 1-45 - derde verschijningsvorm: 46-62 - vierde verschijningsvorm: 63-110 - vijfde verschijningsvorm: 111-169, 801 (op proef), 101-110 (ex-GVU 301-303, 306, 309-314), 398-405 (in huur GVG 43, 44, 47-52) - zesde verschijningsvorm: 245-269 (545-569) - zevende verschijningsvorm: 170-209 - achtste verschijningsvorm: 210-252, 463-467 (ex-GVU 352, 356, 357, 360 en 382) | aantal 131 (253-257, 258-305, 306-343, 344 (later 2001), 345, 346-374, 585-591, 460-462, ex-HTM 500, 501 en 504)                                                 |
| GVG Groningen                   | aantal 69 - tweede verschijningsvorm: 21-26 - derde verschijningsvorm: 27-33 - vierde verschijningsvorm: 34-37 - vijfde verschijningsvorm: 38-42, 43-47, 48-52 - zesde verschijningsvorm: 53-57, 58-69, 70-74 - zevende verschijningsvorm: 75-83, 84-89 | aantal 27 (90-97, 1-8, 9-14, 15-19 bij Arriva vernummerd tot 590-597, 501-519, (16; 1989 verbouwd tot Aardgas bus, 1996 verbouwd tot lpg-bus en vernummerd: 200) |
| GVU Utrecht                     | aantal eigen wagens 228 - eerste verschijningsvorm: 71-85, 86-95 (Den Oudsten), 151-170, (in huur GVBA (3)31, (3)32, RET 401-406) - tweede verschijningsvorm:171-210 (in huur GVG 24, 25) - derde verschijningsvorm: 211-240 - vierde verschijningsvorm: 241-262 - vijfde verschijningsvorm: 301-332, 801 (op proef) - zesde verschijningsvorm: 333 - zevende verschijningsvorm: 334-349 (in huur SBM 86-92) - achtste verschijningsvorm: 350-381, 382-391                                                                      | aantal eigen wagens 68 (1-15, 16-33, 34-43, 44-59, 401-409), (in huur HTM (6)502, (6)503, (6)506-(6)508)                                                         |
| HTM Den Haag                    | aantal eigen wagens 330 - eerste verschijningsvorm: 101-125, 126-150, 151-175, 176-185 (Den Oudsten), 186-200, 201-225 - tweede verschijningsvorm: 226-250 (in huur GVBA 22-33) - derde verschijningsvorm: 251-275 - vierde verschijningsvorm: 276-300 - vijfde verschijningsvorm: 901 (op proef) - zesde verschijningsvorm: 301-320, 321-340, 341-360 (SBM 81-85 drie jaar in ruil voor 336-340) - zevende verschijningsvorm: 361-380, 381-400 - achtste verschijningsvorm: 401-420, 421-430                                   | aantal 83 (431-448, 449-466, 467-484, 485-497, 498-510, 512-514), (ex-GVB 355-357)                                                                               |
| Nijmegen CVD/Novio              | aantal 73 - eerste verschijningsvorm: in huur GVB Amsterdam 337, 339, 343, 349 en van HTM 117, 160 (bij CVD 260, - tweede verschijningsvorm: 560 en 561 (ex-GVU 233 en 236), 21-23 (in huur GVBG) - vijfde verschijningsvorm: 154-160 (in huur GVBA) - zesde verschijningsvorm 501-528 - zevende verschijningsvorm: 529-554 - achtste verschijningsvorm: 555-558 | aantal 6 (559, 650, 651 (ex-HTM 477 en 479), 491 en 492 (ex HTM)                                                                                                 |
| RET Rotterdam                   | aantal 435 - eerste verschijningsvorm: 401-461, 462-471 (Den Oudsten), 471-500 - derde verschijningsvorm: 502-531 - vierde verschijningsvorm: 532-580 - vijfde verschijningsvorm: 601-656, 901 (op proef) - zesde verschijningsvorm: 701-797, 661-665 (ex-HTM 307, 311, 318, 341, 342) - zevende verschijningsvorm: 801-841 - achtste verschijningsvorm: 901-956 | aantal eigen wagens 41 (201-221, 301-320), in huur (GVB 585-591, HTM 436, 470, 476, 510)                                                                         |
| Schutte Tours Zwolle            | aantal 23 - eerste verschijningsvorm: 71 (ex-HTM 144) - vijfde verschijningsvorm: 28-32, 39-41, 42-44, 45-51, 70 (ex-Volvo proefbus 901/801) - zesde verschijningvorm: 60 - achtste verschijningsvorm: 61, 62 (carrosserie Van Hool) | |
| SBM Maastricht                  | aantal 41 - vijfde verschijningsvorm: 93-97 (ex-BBA 111-115) - zesde verschijningsvorm: 71-75, 76-85, 86-92, (HTM 336-340 drie jaar in ruil voor 81-85) - zevende verschijningsvorm: 21-30 | aantal 19 (31-40, 41-49) |
| Schiphol Airport                | aantal 17 - vierde verschijningsvorm: 1, 2 - vijfde verschijningsvorm: 3 - zesde verschijningsvorm: 4 - zevende verschijningsvorm: 5 (40-51 ex-GVU en ex-GVG) | aantal 1 (6) |
| Dordrecht (GVBD)                | aantal 26 - vijfde verschijningsvorm: 36-53 - zesde verschijningsvorm: 1-8 | |
| TET Twente                      | aantal 28 - vijfde verschijningsvorm: 11-32 - zevende verschijningsvorm: 33-40 | aantal 23 (115-120, 501-517, later 3301-3317) |
| VAD Apeldoorn                   | | aantal 23 (1869-1874, 3379, 3382-3397) |
| Zuidooster Gennep               | aantal 1 - vijfde verschijningsvorm 1384 (ex Demobus DAF en daarna Streef 8) | aantal 42 (1838-1846, 1847-1857, 1858-1868, 1987-1998) |
| Arriva Drechtsteden & Groningen | | aantal via Womy 8 ( 200, 501-515, 517-519, 590-597, via Womy 0001, 0002, 0004-0006, 0007, 0008 (ex-GVB), 1840, 1846 (ex-Hermes) 0032(ex-HTM)                     |

## Belangrijkste gegevens CSA-I/II
| Handelsbenaming CSA-I/II | SB200DOL, SB200DKDL, SB201DKDL, B59 (Volvo), B10R (Volvo) |
| Bouwjaren CSA-I/II       | 1966-1983 / 1983-1988                                     |
| Chassis                  | DAF/Volvo                                                 |
| Carrosserie              | Hainje/Verheul/Den Oudsten                                |
| Motor                    | Leyland/DAF/Volvo                                         |
| Lengte                   | 11,5 meter                                                |
| Aantal zitplaatsen       | 32                                                        |
| Aantal staanplaatsen     | 61/56                                                     |

## Schaalmodel

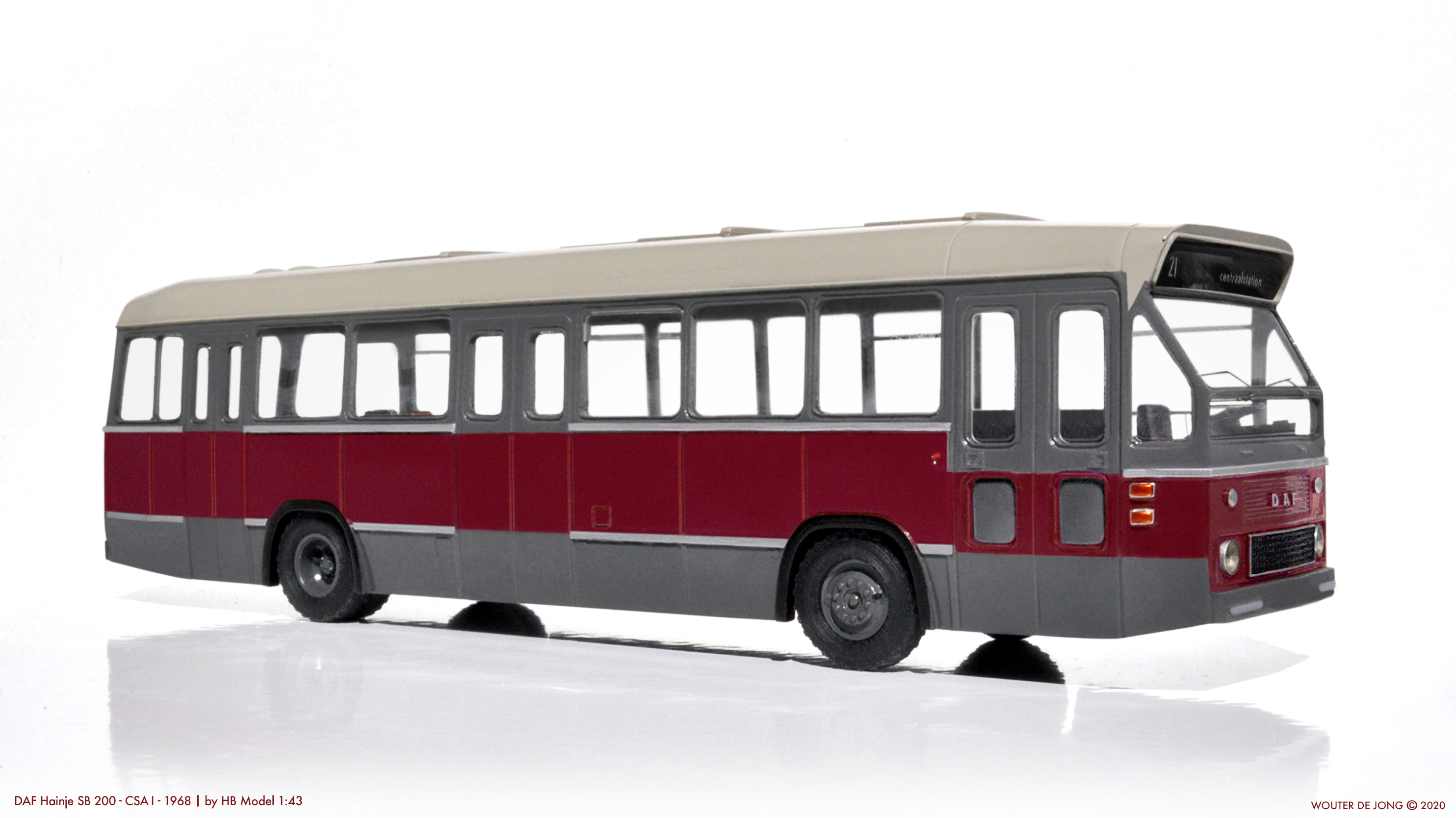
1:43 HB model CSA-I, DAF Hainje SB200

Modellenbouwer Lion Toys heeft een schaalmodel 1:50 uitgebracht van de CSA-I in zijn oorspronkelijke uitvoering. Van dit schaalmodel zijn vele varianten op de markt gebracht in veel verschillende kleuren. Thans maakt het Tsjechische HB-model twee schaalmodellen van de CSA-I (1:43 en 1:87). Van het 1:87-model worden verschillende verschijningsvormen van de CSA-I gemaakt (waaronder de zevende verschijningsvorm met zijn vierkante koplampen).
Modellenbouwer Artitec heeft een schaalmodel 1:87 uitgebracht van de CSA-I in zijn oorspronkelijke uitvoering.

### Boeken
- Leideritz, W.J.M. (1966 herduk 1979) van Paardetram tot dubbelgelede, de Alk Alkmaar
- Gragt, Frits v.d. (1966) Der Einheitsomnibus fur die niederländischen Großstädte, in: Der Stadtverkehr nr. 9/1966, p. 240-243, Werner Stock, Bielefeld 1966 (duits)
- Velthuis, M. (1980) van De Dion Bouton naar de DAF-standaard, Europese bibliotheek Zaltbommel
- Wallast, M. (1981) 75 jaar Autobussen in Rotterdam, Zuiddam & Zonen Woerden
- Velthuis, M. (1986) Met de bus door de Domstad, Utrecht: Matrijs ISBN 90-70482-31-2
- Leideritz, W.J.M (1986) De Stadsbus van Breda SVA Brabant
- Nijbakker, P. (1987) 20 jaar Standaardbus bij de HTM, Haags busmuseum
- Burgemeester, Ing. J.W.F (1999) De rode bus in beeld, Europese bibliotheek Zaltbommel, ISBN 90-288-1286-5

### Tijdschriften
- Voormalig maandblad het Openbaar vervoer (jaargangen 1966-2000)
- Weekblad d'Amsterdamse tram (jaargangen 1967-2000)
- Voormalig maandblad Railnieuws / Het Openbaar Vervoer (jaargangen 2000-2008)